# 宮崎賢太郎
宮崎 賢太郎（みやざき けんたろう、1950年 - ）は、日本の宗教学者、長崎純心大学元教授。
長崎市生まれ。1975年東京大学文学部宗教学宗教史学科卒業。78年同大学院人文科学研究科修士課程中退。純心女子短期大学講師、助教授、長崎純心大学人文学部比較文化学科教授。全日本剣道連盟居合道範士八段。明治期以降にキリスト教禁止が解かれた後も独自の信仰様式を継承した「カクレキリシタン」の研究で知られる。
2016年3月31日 長崎純心大学を65歳で定年退職。
2016年4月1日 長崎純心大学客員教授に就任。

## 著書
- 『カクレキリシタンの信仰世界』東京大学出版会 1996
- 『カクレキリシタン オラショー魂の通奏低音』長崎新聞新書 2001
- 『カクレキリシタンの実像 日本人のキリスト教理解と受容』吉川弘文館 2014 ISBN 978-4-642-08100-9

翻訳
- 『カルロ・スピノラ伝』キリシタン文化研究会 1985

## 参考
- 宮崎 賢太郎 - J-global
- 長崎純心大学